# Parween Pazhwak
Parween Pazhwak, née à Kaboul en 1967, est une peintre, illustratrice, poétesse et écrivaine afghane. Elle écrit pour adultes et enfants, en langues dari et pachto tout en exerçant son métier de médecin au Canada où elle est réfugiée. Elle est considérée comme une des plus grandes poétesses d'Afghanistan.

## Biographie
Parween Pazhwak est née à Kaboul en 1967, dans une famille intéressée par la littérature et la politique. Son père est Ne'matulla Pazhwak et sa mère Afifah Pazhwak. Elle est également la petite-fille du diplomate et écrivain Abdul Rahman Pazhwak (en),,.
Elle suit les cours en français de l'école Malalai et termine ses études de médecine à l'Institut Avicenne (Abu Ali Sina-e-Balkhi Medical Institute) de Kaboul en 1991. Elle ne peut cependant pas exercer la médecine en raison de la guerre en Afghanistan. Elle passe deux ans avec sa famille comme réfugiés au Pakistan avant de demander l'asile politique au Canada. Elle vit maintenant en Ontario avec son mari et ses quatre enfants. Elle est membre de l'Organisation des femmes afghanes à l'étranger. Parween Pazhwak considère que ses années en tant qu'étudiante sont les meilleures périodes de sa vie, et la vie en exil est l'une de ses périodes les plus difficiles.
Le père et la sœur aînée de Parween Pazhwak sont des peintres et dessinateurs de talent. Pendant ses études à l'Institut médical Abu Ali Sina Balkhi de Kaboul, durant les années 1980, elle assiste le dessinateur afghan Hozhaber Shinwary dans la réalisation des premiers films d'animation du pays.
En plus de son travail de pédiatre, Parween Pazhwak se consacre à la peinture et à l'écriture. Son travail littéraire comprend de la poésie, des romans et nouvelles. Elle écrit, traduit et illustre aussi des livres pour enfants. Ses œuvres sont traduites en plusieurs langues, dont le français et l'anglais. Elle publie une vingtaine de livres en dari, et en pachto, parmi lesquels deux livres de poésie, un recueil de nouvelles et un roman. Ses textes traitent d'un grand nombre de sujets parmi lesquels la réalité contemporaine en Afghanistan et la vie des afghans en exil. Elle appartient au mouvement de la Poésie de la résistance afghane né vers la fin des années 1970. Ses poèmes commentent la confusion de l'intervention étrangère, du fanatisme religieux et de l'oppression des femmes,.
Among Parween Pazhwak’s most well-known published books are River in Dew, Salam Marjan, and Negina and the Stars.
Parmi ses livres les plus célèbres figurent Darya dar Shabnam (Océans en rosée) et Negin-ha wa Setara-ha (Pierres précieuses et étoiles). Parween Pazhwk est considérée comme une des plus grandes poétesses d'Afghanistan.

## Publications (sélection)

### En français
- Un berceau en papier, dans Emmanuelle Moysan (dir.), Khojesta Ebrahimi (trad.), Sous le ciel de Kaboul. Nouvelles de femmes afghanes, le Soupirail, 2019[9]

### En anglais
- Sea in Dew
- Death of Sun
- River in Dew, (Darya dar Shabnam, poèmes) Peshawar, Hozhaber Publications, 2000
- Negeena and star (Negin-ha wa Setara-ha, nouvelles), Hozhaber Publications, 2001
- The death of Sun (poèmes), Hozhaber Publications, 2002
- Salaam Marjan (roman), Hozhaber Publications, 2003
- The Mirror of My Heart: A Thousand Years of Persian Poetry by Women, Dock Davis (trad.), Mozhan Marno (trad.), Tala Ashe (trad.)

### Traductions
- Idries Shah, (auteur), éditions anglais-pachto, Hoopoe Books, 2017
  - The Farmer's Wife (ISBN 978-1944493622)
  - The Boy Without a Name, 2017 (ISBN 978-1944493547)
  - The Silly Chicken, 2017 (ISBN 978-1946270184)
- The true stories from around the world, 2015

### Illustration
- Lili Lili little Pole, Hozhaber, 2005
- Me and the Tree, ACKU, 2021